# Vervins
Vervins là một xã ở tỉnh Aisne, vùng Hauts-de-France thuộc miền bắc nước Pháp. It là một sub-prefecture of the department.